# Ormosia paraensis
Ormosia paraensis är en ärtväxtart som beskrevs av Adolpho Ducke. Ormosia paraensis ingår i släktet Ormosia och familjen ärtväxter. Inga underarter finns listade i Catalogue of Life.